# Desa Sumput (administrativ by i Indonesien, lat -7,43, long 112,69)
Desa Sumput är en administrativ by i Indonesien.   Den ligger i provinsen Jawa Timur, i den västra delen av landet, 700 km öster om huvudstaden Jakarta.